# Nagako Konishi
Nagako Konishi (née le 16 septembre 1945) est une compositrice japonaise, née à Agematsu, Nagano et diplômée de l'université nationale des beaux-arts et de musique de Tokyo en 1971. Elle poursuit sa formation à l'université de Californie et l'université de Berkeley et occupe le poste de chef de la fédération japonaise des compositrices. Elle remporte le 1er prix de composition de la ligue nationale des chœurs du Japon en 1971,.

## Compositions (liste partielle)
- The Memory from the Wind pour 2 flûtes à bec (1990)
- For the sea border pour piano solo
- Unasaka e pour piano solo
- Indigo Sky pour orgue
- Misty poem pour flûte alto et harpe
- Away the White (1990)
- Edge of Sea (2004)
- Lamentation pour clarinette et piano
- Poetry of Autumn
- Ballade “Love of Melfa”
- Robin Hood Fantasy pour deux pianos
- Icicles

## Source de la traduction
- (en) Cet article est partiellement ou en totalité issu de l’article de Wikipédia en anglais intitulé « Nagako Konishi » (voir la liste des auteurs).